# Кука (филм)
Кука (енгл. Hook) је амерички фантастични филм из 1991. редитеља Стивена Спилберга са Робином Вилијамсом и Џулијом Робертс у главним улогама. Номинован је за пет Оскара.
Када је децу Петра Пана отео капетан Кука, он је присиљен да се врати у земљу Недођију. Уз помоћ Звончице и Изгубљених дечака, мора да се бори против свог старог непријатеља да би спасао своју децу.

## Радња
Адвокат Питер Бенинг је толико страствен за свој посао да не може увек да се посвети жени и деци. Штавише, ако посвећује довољно пажње ћерки Меги (на почетку филма био је у њеној школској представи „Петар Пан“), онда има проблема са сином Џеком. Једног дана је закаснио на своју бејзбол утакмицу (коју је изгубио), а Џек га је мрзео на смрт. Током лета за Лондон, чак је нацртао и слику њиховог авиона у пламену, где сви чланови породице имају падобране, а Питер пада без њега.
У Енглеској се испоставило да је Питер сироче, а бака његове супруге Мојре, иста Венди Дарлинг из бајке о Петру Пану, помогла му је да пронађе породицу. Ускоро су Џек и Меги киднаповани; киднапери су оставили папирусну поруку у којој се наводи да је Питерово присуство потребно на захтев његове деце. Потпис на њему је „Капетан Кука“. Вендин пријатељ, ексцентрични старац Тутлс (бивши један од Изгубљених дечака), каже да „морамо летети, борити се и кукурикати“. Полиција не може ништа јер отмичари нису оставили трага.
Следеће вечери вила Звончица лети до Петра и испоставило се да је он нико други до одрасли Петар Пан! Али – прецизно сазрео, па самим тим и заборавио своју прошлост. Звончица га убеђује да се врати у Недођију, иако више не верује у ову земљу и магију, а Питер пристаје, схватајући да је то једини начин на који може да спасе децу.
Користећи падобран који је направила Меги инспирисан Џековим цртежом, Тинк преноси Питера до старе куће. Тамо ће га ускоро препознати. Међутим, Кука, која не жели да убије беспомоћне, даје Тинк ултиматум: или ће она учинити Питера истим за три дана, или ће он убити децу. (Кука их заправо неће убити, али Тинк то не зна). У почетку, Изгубљени дечаци не препознају Питера, који су за то време од борбеног Индијанца Руфија поставили новог вођу. Али један дечак препозна Панов осмех на његовом лицу, а остали момци (осим Руфија) такође прелазе на његову страну. Почињу да тренирају Питера да се врати у борбену форму, али са мало успеха. Међутим, Петар постепено долази себи: за вечером му се вратио дар маште (помоћу које је видео храну) и владање мачем, којим је вешто секао бачени на њега кокос.
Капетан Хук у овом тренутку, по савету свог помоћника Смија, одлучује да убеди Џека и Меги да њиховом оцу нису баш потребни и да ће им бити боље са Хуком. Меги, која свим срцем верује у свог оца, не подлеже овим провокацијама, али увређени Џек врло брзо почиње да подлеже. Убрзо, Хук без деце постаје искрено везан за Џека и почиње да ради за њега све што Питер није могао (или није хтео) да уради: на пример, организује бејзбол меч за дечака, у којем он побеђује, и помаже него сав свој гнев извуче на оца на стражи која плаши капетана. Током бејзбол утакмице, Питер покушава да украде Хукову протезу како би поново научио да кукуриче, али на крају гледа утакмицу. Видевши да је Кука већ потпуно намамио Џека к себи, Питер почиње да покушава да полети са новим жаром, али не успева. Одједном се његова сенка поново одваја од њега, као некада у детињству, и показује га на улаз у старо подземно скровиште дечака. Петар стиже тамо и сећа се њихових давних битака против капетана.
У овом тренутку се сећа тренутка када је почео да одраста: долетео је до остареле Венди и видео Мојру. Заљубио се у њу на први поглед и пољубио је, након чега је одлучио да се не враћа у Недођију. Тако Питер схвата да је одрастао желећи да буде отац. Сећајући се срећних дана са Мојром, он поново добија способност летења: лет је доступан само срећној особи која има чега да се сећа. Излети напоље и поново се нађе у свом старом оделу од траве. Руфио коначно препознаје Петра Пана и постаје његов прави пријатељ.
Увече, Тинк се увећава до људске величине и признаје Питеру да је одувек била заљубљена у њега. Питер не узвраћа њена осећања, али њено признање га натера да се сети Мојре и деце и одлучује да нападне пирате. Ово се дешава на време: Хук је већ обукао Џека у копију свог костима и спрема се да стави своју прву гусарску минђушу. За то време, Џек је ушао у неку врсту транса и верује да је одувек био гусар. Питеров изглед шокира све, али Џек га не препознаје. Почиње масовна битка између дечака и пирата. У тренутку борбе, Питер говори Џеку да је примио своју драгу мисао, а Џек га се сећа и такође почиње да долази себи (на пример, док је гледао битку, схвата да је тек сада заиста схватио шта носи на себи) . Убрзо се вага нагиње ка дечацима: пирати почињу да беже. Питер тада одлази да спасе Меги, а Хук има дуго очекивани дуел са Руфиом, којег мрзи. Али тинејџер, чак и онај који добро држи сечиво, није противник искусном борцу. Руфио умире од капетановог мача. Пре него што умре, каже Питеру да му је највећа жеља да има оца попут Питера. Ово чини да Џек коначно схвати да је његова мржња према оцу била узалудна.
Питер је спреман да се бори са Хуком до смрти, али га Џек убеђује да одустане од ове намере, говорећи да жели да иде кући. Узимајући Џека и Меги, Питер, у друштву дечака, почиње да одлази, али се ипак одлаже под утицајем Кукиних претњи: обећава да никада неће оставити жену и децу на миру, а Питер не може да игнорише такве речи. Почиње дуел Петра и Јакова. Победа у почетку фаворизује Куку, али онда Питер, вођен љубављу према породици и вери свог сина, скупља снагу и побеђује капетана, исцрпљујући га и разоружавајући. Спреман је да поштеди Куку, али покушава да га издајнички убије. Међутим, крокодил, који је једном појео руку гусара, али га је касније убио и претворио у сат, изненада оживи и падне на капетана, поново га једући. Питер оставља Плумп као вођу тима и одлази. Враћајући се у Енглеску, даје Тутлсу своје кликере, који су му служили као његова његова мисао, и Тутлс се враћа у Недођију.

## Улоге
| Глумац                     | Улога        |
| -------------------------- | ------------ |
| Робин Вилијамс             | Питер Бенинг |
| Џулија Робертс             | Звончица     |
| Чарли Корсмо               | Џек          |
| Амбер Скот                 | Маги         |
| Дастин Хофман              | капетан Кука |
| Меги Смит и Гвинет Палтроу | Венди        |
| Боб Хоскинс                | Сми          |